# Stammerberg
Der Stammerberg ist ein 633 Meter hoher Berg auf der Grenze der Schweizer Kantone Zürich und Thurgau, in dem der östliche Teil des Berges liegt. Der Gipfel des Berges gehört zur Gemeinde Stammheim im Bezirk Andelfingen des Kantons Zürich.
Auf der Westseite steht der Aussichtsturm Vorderhütten, dessen Platz früher zum zürcherischen Netz der Hochwachten gehörte.
Im Nordosten liegt am Fuss des Berges der Hochrhein mit den Weilern Etzwilen und Kaltenbach.